# Passivierung
Passivierung bezeichnet in der Oberflächentechnik die spontane Entstehung oder gezielte Erzeugung einer nichtmetallischen Schutzschicht auf einem metallischen Werkstoff, um die Sauerstoffkorrosion des Grundwerkstoffes zu verhindern oder stark zu verlangsamen. Enthält die Schutzschicht Chrom, spricht man vom Chromatieren. Die Begriffe passivieren und chromatieren werden im Alltag nicht scharf voneinander abgegrenzt.
Von der Passivierung zu unterscheiden ist hingegen die Phosphatierung, deren Verwendungszweck sich stark mit der Passivierung überschneidet.

## Spontane Passivierung (Autopassivierung)
Wird blankes Metall der Luft oder einer anderen korrosiven Umgebung ausgesetzt, dann hängt es von der chemischen Beschaffenheit des Metalls ab, ob es zur Korrosion kommt.
Patinierung tritt in nahezu allen Metallen in atmosphärischer und witterungsbedingter Umgebung auf. Die durch natürliche Verwitterung entstehende Patina bei Kupfer bildet eine natürliche Schutzschicht gegen weitere Korrosionsschäden (Elektrokorrosion).

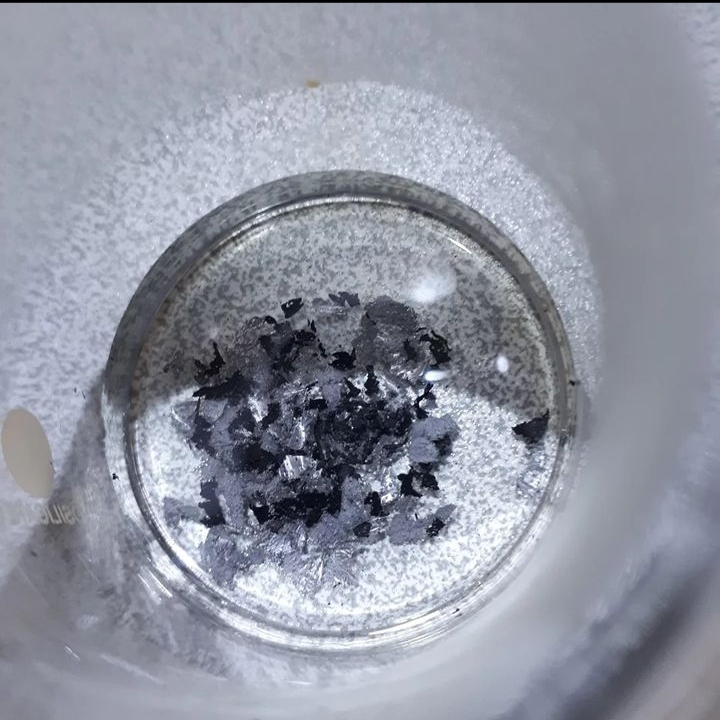
Trotz korrosiver Salzsäure bildet das Blei (grau-metallisch) – durch Bleioxid; PbO_{2} (schwarz) – eine Passivierung.

Während z. B. Gold und Platin durch ihre Eigenschaft als Edelmetall nur sehr langsam korrodieren, haben die unedleren Metalle wie Eisen, Zink und Aluminium eine Neigung zur Korrosion. Ob und wie schnell es zur Korrosion kommt, hängt auch von der möglichen Entstehung einer Passivierungsschicht ab. Das beste Beispiel für eine solche Passivierungsschicht ist das Metall Chrom: Obwohl Chrom im chemischen Sinne unedler als Eisen ist, verhält es sich bei der Korrosion gegenüber Luft und Wasser fast wie ein Edelmetall – man kennt diesen Effekt durch verchromte Badezimmerarmaturen, die jahrzehntelang blank und glänzend bleiben. Eine sehr dünne, unsichtbare Oxidschicht [bei Chrom-Nickel-Stählen in der Größenordnung von 10 nm (ca. 50 Atomlagen, bei reinem Chrom 5 Lagen)] trennt das Metall von der Atmosphäre, sodass weitere Oxidation nur durch Diffusion durch die Oxidschicht möglich ist. Die passivierende Schicht behindert die Diffusion, sodass eine weitere Korrosion des Werkstoffs gestoppt wird.
Ein weiteres Beispiel für dieses Phänomen ist rostfreier Stahl: Das enthaltene Chrom bildet ab 10,5 % Massenanteil eine Chromoxid-Schicht, wodurch weitere Oxidation verhindert wird. Wird diese Oxidschicht beschädigt, gelangt blankes Metall in Kontakt mit der Atmosphäre und es bildet sich automatisch eine neue passivierende Schicht, d. h., die Schicht ist selbstheilend. Weitere technisch bedeutende Werkstoffe, die Passivschichten bilden, sind Aluminium, Nickel, Titan, Blei, Zink und Silicium.
Unter ungünstigen Bedingungen (halogenhaltiges Medium, elektrochemisches Potential, vergleiche auch Pourbaix-Diagramm) können Werkstoffe mit Passivschicht für Lochfraßkorrosion anfällig werden.
Das bekannteste Beispiel, bei dem es nicht zur spontanen Passivierung kommt, ist gewöhnlicher Stahl. Die Korrosionsschicht – der Rost – besteht aus einer schnell anwachsenden Schicht aus Eisenoxid, welche das weitere Fortschreiten der Korrosion nicht verlangsamt.
Zur Berechnung, ob die Oxidschicht schützenden oder nichtschützenden Charakter besitzt, kann das Pilling-Bedworth-Verhältnis genutzt werden.
Spontane Passivierungsschichten, oft auch native Oxidschichten genannt, können mit Hilfe oberflächenanalytischer Verfahren analysiert und vermessen werden. Ideal geeignet ist dazu die Photoelektronenspektroskopie (XPS, ESCA). Diese Verfahren erlaubt es die Stärke der Oxidschichten zu messen und ermöglicht so eine chemische Analyse der Passivierungsschicht auf einem Bauteil.

## Passivierungsverfahren

### Rostfreie Stähle
Bei rostfreien Stählen mit einem Chromgehalt von mehr als 12 % kann die natürliche Passivschicht durch die Verwendung von Passiviersäuren wie Salpetersäure und Zitronensäure deutlich verbessert werden. Durch diese Verfahren werden die freien Eisenanteile an der Oberfläche reduziert. Das verbleibende Chrom bildet durch Oxidation eine Passivschicht.

### Aluminium, Magnesium, Silber, Zink und Cadmium
Bei manchen Metallen ist es sinnvoll, die Entstehung einer Passivierungsschicht nicht dem Zufall zu überlassen, sondern die Passivierungsschicht durch ein definiertes Verfahren technisch zu erzeugen. Ein solches Beispiel ist Aluminium, man spricht in diesem Fall aber nicht von Passivierung, sondern von Eloxieren.
Bei Aluminium, Magnesium, Silber, Zink und Cadmium lässt sich durch das Verfahren der Chromatierung eine Passivierungsschicht erzeugen, welche neben dem verbesserten Korrosionsschutz auch als Haftgrund für nachfolgende Verfahrensschritte, als Anlaufschutz (Silber), als Schutz gegen Fingerabdrücke oder zur Veränderung des Aussehens (Glanz, Farbton) dienen kann.

### Zink und verzinkter Stahl
Eine große technische Bedeutung hat die Chromatierung von Zinkschichten erlangt. Die so erzeugte Passivierungsschicht kann die Korrosion des Zinks (Weißrost) sehr lange hinauszögern. Die Passivierungsschichten können je nach Verfahren die Farben (schwach) blau, gelb, schwarz, oliv oder transparent haben.
In der Vergangenheit enthielten einige Passivierungsschichten giftiges und krebserregendes Chrom(VI)-oxid, das aufgrund der hohen Gesundheitsgefahren seit 2007 in der EU für die Anwendung im Automobilbau (PKW < 3,5 t) und bei Hausgeräten verboten ist.
Daher wurden Alternativen entwickelt, die das weniger gefährliche Chrom(III) enthalten oder gänzlich chromfrei sind. Bei chromfreien Verfahren werden beispielsweise Behandlungslösungen verwendet, die komplexe Zirconium- oder Titanfluoride enthalten. Daraus entsteht dann eine Passivierungsschicht aus Titan- bzw. Zirconiumoxid. Nicht alle Alternativen erreichen die gleiche Korrosionsbeständigkeit wie die Chrom(VI)-haltigen Verfahren. Verbreitet als Alternative zu Chrom(VI)-oxid ist die Dickschichtpassivierung, die eine gute bis sehr gute Korrosionsbeständigkeit ermöglicht.

### Silicium
In der Halbleiterindustrie ist Silicium ein häufig verwendeter Werkstoff, welcher schnell oxidiert und dabei einen Teil seiner gewünschten positiven elektrischen Eigenschaften verliert. Bisher verwendete man häufig Siliciumnitrid, um die Oberfläche zu passivieren. Dieser Prozess findet in einer Vakuumkammer statt, welche auf 400 °C aufgeheizt wird. Diese relativ hohe Temperatur führt dazu, dass nicht alle anderweitig geeigneten Materialien für den Passivierungsprozess infrage kommen und die Produkte relativ kostenintensiv hergestellt werden. Wissenschaftler des MIT entwickeln derzeit ein neues Verfahren, das den Passivierungsprozess bei Raumtemperatur ermöglichen soll. Ebenfalls in einer Vakuumkammer wird über dem Silicium ein Heizdrahtgeflecht positioniert, welches auf ca. 300 °C aufgeheizt wird. Das innerhalb der Vakuumkammer eingebrachte Polymermaterial verdampft in der Nähe der Heizdrähte und kondensiert an der Oberfläche des Siliciums. Die Vorteile dieses Dampfphasenabscheidungsverfahrens sollen ein drastisch reduzierter Energieverbrauch, die Einsatzmöglichkeit verschiedenster Materialien zur Passivierung sowie eine deutliche Senkung der Produktionskosten sein. Da das Silicium bei diesem Prozess selbst nicht über 20 °C erwärmt wird, soll sich bei der Herstellung von Solarzellen ein deutlich besserer Gesamtwirkungsgrad ergeben.